# Hermann Bente
Hermann Bente (* 22. Juni 1896 in Hessisch Lichtenau; † 23. November 1970 in Kiel) war ein deutscher Wirtschaftswissenschaftler.

## Leben
Bente sammelte zunächst sieben Jahre praktische Erfahrung in der Landwirtschaft und im Bankwesen.
1923 schloss er seine Studien an den Universitäten Berlin, Hamburg und Kiel mit der Promotion zum Dr. sc. phil. ab. Von 1923 bis 1933 wurde er mit der Redaktionsleitung des Weltwirtschaftlichen Archivs in Kiel betraut. 1930 habilitierte er sich in Kiel für Rechts- und Wirtschaftswissenschaften. 1933 erhielt Hermann Bente eine Berufung zum Ordinarius in Kiel. 1934 ermöglichte die Rockefeller Foundation Hermann Bente zwei Forschungsaufenthalte in England. Zwischen 1934 und 1944 gab Bente zusammen mit seinen Kieler Kollegen, dem Verfassungsrechtler Ernst Rudolf Huber und dem Wirtschaftswissenschaftler Andreas Predöhl die traditionsreiche Zeitschrift für die gesamte Staatswissenschaft heraus.
Hermann Bente war im Jahr 1936 Leiter der Hochschularbeitsgemeinschaft für Raumforschung an der Universität Kiel.
Er beantragte am 30. Oktober 1937 die Aufnahme in die NSDAP und wurde rückwirkend zum 1. Mai desselben Jahres aufgenommen (Mitgliedsnummer 5.578.353).
Bente war von 1941 bis 1945 Professor für Weltpolitik, Weltwirtschaftslehre an der Friedrich-Wilhelms-Universität zu Berlin. 1947 lehrte er als Gastprofessor für Wirtschaftswissenschaften und Soziologie an der Universität zu Köln und 1948 als Lehrbeauftragter für Wirtschaftswissenschaften an der Technischen Hochschule Hannover.
Zu Bentes Fachgebieten gehörten die Theoretische Volkswirtschaftslehre, Agrarpolitik, Außenwirtschaftspolitik und Wirtschaftsplanungspolitik.
Außerdem war er Autor von zahlreichen wirtschaftswissenschaftlichen Veröffentlichungen.

## Schriften
- Organisierte Unwirtschaftlichkeit, Fischer, Jena 1929.
- Kapitalabwertung und Wirtschaftskrise, Mohr, Tübingen 1932.
- Landwirtschaft und Bauerntum, Junker und Dünnhaupt, Berlin 1937.
- Deutsche Bauernpolitik, Deutsche Verlags-Anstalt, Stuttgart 1940.
- England und Deutschland im Kampf um die Neuordnung der Weltwirtschaft, Junker und Dünnhaupt, Berlin 1940.
- Organisatorische Wandlungen in Außenwirtschaft und Weltwirtschaft, in: Archiv für Wirtschaftsplanung, Bd. 1 (1941), S. 46–68.
- Hrsg. zusammen mit Erwin von Beckerath, Carl Brinkmann: Handwörterbuch der Sozialwissenschaften, 5 Bände, G. Fischer, Stuttgart – Mohr (Siebeck), Tübingen – Vandenhoeck & Ruprecht, Göttingen 1952–1968.